# Серхио Љуљ
Серхио Љуљ Мелија (шп. Sergio Llull Melià; 15. новембар 1987) шпански је кошаркаш. Игра на позицији плејмејкера, а тренутно наступа за Реал Мадрид.

## Клупска каријера
Деби у сениорској кошарци имао је у сезони 2005/06. у дресу Манресе. Од 2007. је играч Реал Мадрида. У дресу Реала је освојио три Евролиге (2015, 2018. и 2023). Осам пута је био првак Шпаније, седам пута освајач Купа, док је девет пута освојио Суперкуп. Такође има освојен и Интерконтинентални куп 2015. године.
Био је најкориснији играч Евролиге у сезони 2016/17. Два пута је уврштен у  идеални тим Евролиге, једном у прву и једном у другу поставу. Изабран је и у идеални тим деценије Евролиге (2010—2020). Два пута је добио награду за најкориснијег играча финала Купа Шпаније док је исто признање три пута добио у Суперкупу.

## Репрезентација
Са репрезентацијом Шпаније је освојио златне медаље на Европским првенствима 2009. у Пољској, 2011. у Литванији и 2015. у Француској. Такође је освојио и сребрну медаљу на Олимпијским играма 2012. у Лондону као и бронзане медаље на Европском првенству 2013. у Словенији и на Олимпијским играма 2016. у Рио де Жанеиру.

## Успеси

### Клупски
- Реал Мадрид:
  - Евролига (3): 2014/15, 2017/18, 2022/23.
  - Првенство Шпаније (8): 2006/07, 2012/13, 2014/15, 2015/16, 2017/18, 2018/19, 2021/22, 2023/24.
  - Куп Шпаније (7): 2012, 2014, 2015, 2016, 2017, 2020, 2024.
  - Суперкуп Шпаније (9): 2012, 2013, 2014, 2018, 2019, 2020, 2021, 2022, 2023.
  - Интерконтинентални куп (1): 2015.

### Појединачни
- Идеални тим Евролиге — деценија 2010—2020.
- Најкориснији играч Евролиге (1): 2016/17.
- Идеални тим Евролиге — прва постава (1): 2016/17.
- Идеални тим Евролиге — друга постава (1): 2010/11.
- Најкориснији играч Купа Шпаније (2): 2012, 2017.
- Најкориснији играч Суперкупа Шпаније (3): 2014, 2018, 2021.
- Најкориснији играч финала Првенства Шпаније (1): 2014.

### Репрезентативни
- Европско првенство до 18 година: 
  -  2004.
- Европско првенство до 20 година: 
  -  2007.
- Европско првенство: 
  -  2009, 2011, 2015.
  -  2013.
- Олимпијске игре: 
  -  2012.
  -  2016.
- Светско првенство: 
  -  2019.